# The King of the Kitchen
The King of the Kitchen er en amerikansk stumfilm fra 1918 af Frank Griffin.

## Medvirkende
- Harry Gribbon
- Rosa Gore
- Eva Novak
- May Emory
- Billy Armstrong